# Michał Chałbiński
Michał Chałbiński, né le 16 octobre 1976 à Jastrzębie-Zdrój, est un footballeur professionnel polonais. Champion de Pologne en 2007 avec le Zagłębie Lubin, il jouait au poste d'attaquant, et a disputé au total 215 matches de championnat et marqué 75 buts en dix-sept années de professionnalisme.

## Biographie
En octobre 2011, après trois années difficiles marquées par les blessures et n'arrivant pas à revenir au haut niveau, Michał Chałbiński décide de mettre un terme à sa carrière.

## Palmarès
- Finaliste de la Coupe de Pologne : 2006
- Champion de Pologne : 2007
- Vainqueur de la Supercoupe de Pologne : 2007